# N-Metylotryptamina
N-Metylotryptamina – organiczny związek chemiczny, tryptamina mająca działanie podobne do psychodelicznych środków psychoaktywnych. Jest alkaloidem znajdującym się w korze, pędach i liściach niektórych gatunków akacji, mimozy oraz Virola spośród których wiele zawiera równie spokrewnione z NMT związki N,N-dimetylotryptaminę (DMT) i 5-metoksy-N,N-dimetylotryptaminę (5-MeO-DMT). Również jest syntetyzowana w ciele człowieka jako końcowy metabolit przemian L-tryptofanu.
Po zjedzeniu lub wchłonięciu NMT wydaje się nie powodować efektów psychoaktywnych bezpośrednio, raczej z powodu tzw. efektu pierwszego przejścia.